# ایچووویم
ایچووویم (روسی: Ичвувеем) یک رودخانه در استان ناحیه خودگردان چوکوتکای کشور روسیه است.